# Сімейне щастя
«Сімейне щастя» — комедійний кіноальманах з чотирьох новел, знятих режисерами Сергієм Соловйовим, Олександром Шейном і Андрієм Ладиніним в 1969 році. Екранізація оповідань Антона Чехова.

## Сюжет
«Від нічого робити» (Дачний роман).
«… В ті дні була огидна сіра погода, що розташовує до смутку і злості…»
Знудьгована, розпещена дачниця, не криючись, безсоромно фліртує з вихователем своїх дітей, студентом-техніком Ванею Щупальцевим. За поцілунком їх застає чоловік і на подив залишається незворушним. Він давно зрозумів, що його дружина дурна й безмежно наївна («паскудна, погана молодичка»), він не приділяє особливої уваги тому, що сталося. Жартома «обдурений чоловік» запропонував бідному студенту як чесній людині або взяти на себе щастя його дружини, або стрілятися на дуелі.
Романтичний юнак узяв усе близько до серця й після важких роздумів був готовий на всі умови. Здивований несподіваним благородством «суперника», Микола Андрійович насилу вмовляє його не хвилюватися й забути цю подію.
«Нерви» (Страшна розповідь).
«Багато таємничого і… страшного в природі…»
Наслухавшись у гостях страшних історій Дмитро Йосипович Ваксін повернувся в свій спорожнілий після від'їзду дружини будинок. Будучи людиною вразливою, він довго крутився в ліжку не в силах заснути. Посеред ночі в його кімнату навідалася літня гувернантка-німкеня, розбуджена незрозумілим шумом. Зрадівши, що він не самотній, Ваксін довго не відпускав жінку від себе, і в підсумку вони заснули, вона — на його ліжку, а він — на скрині, що стояла поряд. Цю картину і застала, на свій величезний подив, господиня будинку, що повернулася рано вранці.
«Месник» (Комедія).
«Сімейне життя має свої незручності…»
Повернувшись на додому в незвичний час, Федір Федорович Сігаєв застає свою дружину в обіймах коханця. Зрушений відчуттям помсти, він поспішає до збройового магазину по револьвер. Подумки він вбиває то себе, то дружину, то коханця; уявивши наслідки цього вчинку, майбутній розгляд і суд, злякавшись відповідальності, обдурений чоловік пішов з магазину, несучи з собою куплену заради пристойності абсолютно не потрібну йому сіть для вилову дрібної риби.
«Пропозиція» (Жарт).
«А не одружуватися мені не можна…»
Іван Васильович Ломов, чоловік у розквіті віку, сватається до дочки свого сусіда по маєтку. Радість з приводу цієї події минула після запеклих суперечок, започаткованих майбутнім подружжям. Вони довго не могли дійти спільної думки, чий насправді Воловий Лужок і чий собака кращий. Батько нареченої взяв участь у суперечці з таким запалом, що мало не застрелив незговірливого нареченого.

## У ролях
| «Від нічого робити» - Аліса Фрейндліх — Ганна Семенівна Капітонова, знудьгована пані - В'ячеслав Тихонов — Микола Андрійович Капітонов, нотаріус, чоловік Ганни Семенівни - Микола Бурляєв — Іван Щупальцев, студент 1-го курсу, мимовільний суперник Миколи Андрійовича - Людмила Цвєткова — Настя, покоївка «Нерви» - Микола Гриценко — Дмитро Йосипович Ваксін - Раїса Куркіна — дружина Дмитра Йосиповича - Лідія Сухаревська — Розалія Карлівна, гувернантка | «Месник» - Андрій Миронов — Федір Федорович Сігаєв - Алла Будницька — дружина Федора Федоровича - Валентин Гафт — прикажчик в магазині зброї - Олександр Орлов — коханець - Георгіос Совчіс — прокурор - Ігор Ясулович — адвокат Федора Федоровича «Пропозиція» - Георгій Бурков — Ломов Іван Васильович, поміщик - Катерина Васильєва — Наталя Степанівна, дочка Чубукова - Анатолій Папанов — Степан Степанович Цибухів, сусід Ломова |

## Знімальна група
| «Від нічого робити» - Автор сценарію: Сергій Соловйов - Режисер-постановник: Сергій Соловйов - Оператор-постановник: Роман Веселер - Художник-постановник: Леонід Перцев - Композитор: Ісаак Шварц «Нерви» - Автор сценарію: Аркадій Ставицький - Режисер-постановник: Олександр Шейн - Оператор-постановник: Олександр Рябов - Художник-постановник: Анатолій Кузнецов - Композитор: Ісаак Шварц | «Месник» - Автор сценарію: Андрій Ладинін - Режисер-постановник: Андрій Ладинін - Оператор-постановник: Альфредо Альварес - Художник-постановник: Арнольд Вайсфельд, Галина Шабанова - Композитор: Ісаак Шварц «Пропозиція» - Автор сценарію: Сергій Соловйов - Режисер-постановник: Сергій Соловйов - Оператор-постановник: Володимир Чухнов - Художник-постановник: Леонід Перцев - Композитор: Ісаак Шварц |